# Колоколов Юрій Борисович
Юрій Борисович Колоколов (28 листопада 1926, село Толстоє, тепер Дорогобузького району Смоленської області, Російська Федерація — 1993, місто Мінськ, Республіка Білорусь) — білоруський радянський діяч, секретар ЦК КП Білорусії. Член Бюро ЦК КП Білорусі в 1978—1990 роках. Депутат Верховної ради Білоруської РСР. Кандидат технічних наук.

## Життєпис
Трудову діяльність розпочав робітником будівельно-монтажного управління.
Член ВКП(б) з 1949 року.
У 1954 році закінчив Білоруський державний політехнічний інститут у Мінську.
У 1955—1956 роках — інструктор Мінського міського комітету КП Білорусії.
У 1956—1960 роках — інструктор ЦК КП Білорусії.
У 1961—1965 роках — начальник Мінського домобудівного комбінату № 1.
У 1965—1969 роках — завідувач відділу ЦК КП Білорусії.
28 травня 1970 — вересень 1978 року — заступник голови Ради міністрів Білоруської РСР.
29 вересня 1978 — 30 листопада 1990 року — секретар ЦК КП Білорусії.
Помер 1993 року в Мінську.

## Нагороди та відзнаки
- орден Трудового Червоного Прапора
- ордени
- медалі